# دينيس انجلوا
دينيس انجلوا (بالفرنسية: Denis Langlois)‏ هو منافس ألعاب قوى فرنسي، ولد في 10 أكتوبر 1968 في درانسي في فرنسا.

## وصلات خارجية
- دينيس انجلوا على موقع الاتحاد الدولي لألعاب القوى (الإنجليزية)
- دينيس انجلوا على موقع الاتحاد الفرنسي لألعاب القوى (الفرنسية)
- دينيس انجلوا على موقع أوليمبيديا (الإنجليزية)